# 都庞岭
都庞岭，为中国华南五岭之一，处于湖南省江永县与广西壮族自治区灌阳县的交界处，平均海拔约为800至1200米。都庞岭主峰为韭菜岭，海拔2009米,位于湖南道县境内,为永州市最高点，湖南第六高峰。主要山峰有癞子山、九龙山、韭菜岭、摩天岭、新隘子等。